# ديفنوغورسك
ديفنوغورسك (بالروسية: Дивногорск) هي إحدى مدن روسيا في الكيان الفدرالي الروسي كراسنويارسك كراي.